# 池上彰のやさしい経済学
『池上彰のやさしい経済学』（いけがみあきらのやさしいけいざいがく）は、BSジャパンで2011年から2012年にかけて放送された、BSジャパン・テレビ東京共同制作の経済教養番組。ジャーナリスト・池上彰による冠番組の1つで、BSジャパンでは『池上彰の現代史講義』に続くセミナー番組であった。
本稿では、当番組の続編として2014年4月から2015年3月までテレビ東京の制作で放送された『池上彰の経済教室』（いけがみあきらのけいざいきょうしつ）についても述べる。

## 池上彰のやさしい経済学
池上は、2011年から京都造形芸術大学の特任教授へ就任。当番組では、同大学で実施した公開講義形式の「経済学基礎講座」の収録映像を基に、BSジャパンの関連会社・テレビ東京の経済ニュース映像などを使用しながら、14回にわたって経済学の基礎知識を詳しく伝えた。
放送上の正式タイトルは『池上彰のやさしい経済学 ～明日が分かる基礎講座～』で、経済学部に所属していない学生を対象にした講義
が母体になっているため、主な視聴者層を「地上波よりもBS放送が似合う前向きなビジネスパーソン」に設定。池上は放送に当たって、「高校生になったばかりの頃を思い出して取り組めば、経済学の基礎的知識を身に付けることが出来ます。そうなれば最新経済ニュースに接したとき、もっと面白く感じるはずです」というメッセージを出している。

### 出演者
- 講師：池上彰
- 助手：大江麻理子、相内優香
  - いずれもテレビ東京アナウンサー。放送上では、BSジャパンのスタジオの副調整室などで当該回のテーマなどに関する質疑応答を池上との間で展開した映像を、講義映像の合間に挿入した。

### 放送内容
- 第1回：金は天下の回り物　― 経済とは何だろう
- 第2回：お金はなぜお金なのか　― 貨幣の誕生
- 第3回：「見えざる手」が経済を動かす　―　アダム・スミス
- 第4回：資本主義は失業者を生み出す　―　マルクス
- 第5回：公共事業で景気回復　―　ケインズ
- 第6回：「お金の量」が問題だ　―　フリードマン
- 第7回：貿易が富を増やす　―　比較優位
- 第8回：インフレとデフレ　―　合成の誤謬
- 第9回：政府か日銀　―　財政政策と金融政策
- 第10回：バブルへGO!　―　なぜバブルが生まれ、はじけたか?
- 第11回：日本に残るか海外に出るか　―　円高と産業空洞化
- 第12回：君は年金をもらえるか　―　消費税をどうする?
- 第13回：リーマン・ショックとは何だったのか?
- 第14回：日本はどうして豊かになれたのか?戦後日本経済史

### 関連コンテンツ
BSジャパンでの放送期間終了後には、日本経済新聞出版社が番組タイトルと同名の書籍、ユーキャンが同名のDVDを発売している。

#### 書籍
いずれも、テレビ東京報道局の編集で、日本経済新聞出版社から刊行。
- 池上彰のやさしい経済学―1　しくみがわかる（2012年3月24日初版刊行、ISBN 978-4532355081）
  - 2013年11月2日に「日経ビジネス人文庫」で文庫版を刊行（ISBN 978-4532197100）
- 池上彰のやさしい経済学―2　ニュースがわかる（2012年4月14日初版刊行、ISBN  978-4532355098）
  - 2013年11月2日に「日経ビジネス人文庫」で文庫版を刊行（ISBN 978-4532197117）

#### DVD
『池上彰の現代史講義』に続いて、複数の放送回をまとめたDVDセットを、分売不可の通信販売限定商品としてユーキャンから発売。
- 池上彰のやさしい経済学　DVD第1集（2012年12月17日、第1回 - 第7回の7巻セット）
- 池上彰のやさしい経済学　DVD第2集（2013年3月11日、第8回 - 第14回の7巻セット）

## 池上彰の経済教室
2014年4月21日（4月20日深夜）より、テレビ東京系列局および一部の独立局で、週に1回放送。30分番組だが、放送曜日・時間はネット局によって異なる。
池上は2014年4月から、愛知学院大学の特任教授へ就任。当番組では、同大学で実際に受け持っている「池上彰の経済学特講」という講義の収録映像を中心に、映像資料などを交えながら経済関連の基礎知識・経済政策の歴史・企業経営の現状などを詳しく解説する。

### 出演者
- 講師：池上彰
- 助手：繁田美貴、相内優香、狩野恵里
  - いずれもテレビ東京アナウンサーで、繁田を中心にほぼ週替わりで出演。「池上彰の経済学特講」の収録中には、演壇の横で待機しながら、資料映像・模型の操作なども担当する。
  - 放送上では、移動中の車内で当該回のテーマなどに関する質疑応答を池上との間で展開した映像を、「池上さんに質問」というタイトルで講義映像の合間に挿入している。
- ナレーター：相内優香

### 放送リスト
| 回 | 放送日         | テーマ                          |
| -- | -------------- | ------------------------------- |
| 1  | 2014年4月20日  | 経済とは、そもそも何か          |
| 2  | 2014年4月27日  | 経済とは、そもそも何か          |
| 3  | 2014年5月4日   | 廃墟から立ち上がった日本        |
| 4  | 2014年5月11日  | 廃墟から立ち上がった日本        |
| 5  | 2014年5月18日  | 東西冷戦の中の日本              |
| 6  | 2014年5月25日  | 東西冷戦の中の日本              |
| 7  | 2014年6月1日   | 日本の高度経済成長              |
| 8  | 2014年6月8日   | 日本の高度経済成長              |
| 9  | 2014年6月15日  | 日本の高度経済成長              |
| 10 | 2014年6月22日  | 公害問題を乗り越えれば・・・    |
| 11 | 2014年6月29日  | バブルが生まれ はじけた         |
| 12 | 2014年7月6日   | バブルが生まれ はじけた         |
| 13 | 2014年7月13日  | バブルが生まれ はじけた         |
| 14 | 2014年7月20日  | 社会主義経済の失敗と教訓        |
| 15 | 2014年7月27日  | 社会主義経済の失敗と教訓        |
| 16 | 2014年8月3日   | 社会主義経済の失敗と教訓        |
| 17 | 2014年8月10日  | 中国の失敗と発展                |
| 18 | 2014年8月17日  | 中国の失敗と発展                |
| 19 | 2014年8月25日  | 中国の失敗と発展                |
| 20 | 2014年9月1日   | 石油を巡る地政学                |
| 21 | 2014年9月8日   | 石油を巡る地政学                |
| 22 | 2014年9月15日  | 石油を巡る地政学                |
| 23 | 2014年9月22日  | お金が商品になった              |
| 24 | 2014年9月29日  | お金が商品になった              |
| 25 | 2014年10月4日  | お金が商品になった              |
| 26 | 2014年10月11日 | リーマン・ショックが起きた理由  |
| 27 | 2014年10月18日 | リーマン・ショックが起きた理由  |
| 28 | 2014年10月25日 | リーマン・ショックが起きた理由  |
| 29 | 2014年11月1日  | 宗教と経済                      |
| 30 | 2014年11月8日  | 宗教と経済                      |
| 31 | 2014年11月15日 | 宗教と経済                      |
| 32 | 2014年11月22日 | 宗教と経済                      |
| 33 | 2014年11月29日 | 特別講義 なぜ紛争は起こるのか？ |
| 34 | 2014年12月6日  | EUとユーロ                      |
| 35 | 2014年12月13日 | EUとユーロ                      |
| 36 | 2014年12月20日 | EUとユーロ                      |
| 37 | 2014年12月27日 | 戦後日本の発展と課題            |
| 38 | 2015年1月10日  | 金融政策が分かる                |
| 39 | 2015年1月17日  | 金融政策が分かる                |
| 40 | 2015年1月24日  | 金融政策が分かる                |
| 41 | 2015年1月31日  | 経済の現場を見に行く！日銀編    |
| 42 | 2015年2月7日   | アメリカの金融政策が分かる！    |
| 43 | 2015年2月14日  | 経済の現場を見に行く！東証編    |
| 44 | 2015年2月21日  | 経済の現場を見に行く！東証編    |
| 45 | 2015年2月28日  | 成功企業の戦略を考える          |
| 46 | 2015年3月7日   | 成功企業の戦略を考える          |
| 47 | 2015年3月14日  | 成功企業の戦略を考える          |
| 48 | 2015年3月21日  | 成功企業の戦略を考える          |

### 放送局・放送時間
| 放送対象地域 | 放送局       | 系列                          | 放送日時                                                                                     | 放送開始日     | 備考 |
| ------------ | ------------ | ----------------------------- | -------------------------------------------------------------------------------------------- | -------------- | ---- |
| 関東広域圏   | テレビ東京   | テレビ東京系列                | 日曜 24時35分 - 25時05分（2014年4月 - 9月） 土曜 7時00分 - 7時30分（2014年10月 - 2015年3月） | 2014年4月20日  |      |
| 奈良県       | 奈良テレビ   | 独立局                        | 木曜 25時30分 - 26時00分                                                                     | 2014年5月1日   |      |
| 和歌山県     | テレビ和歌山 | 独立局                        | 土曜 23時00分 - 23時30分                                                                     | 2014年5月3日   |      |
| 日本全域     | BSジャパン   | テレビ東京系列 BSデジタル放送 | 金曜 24時58分 - 25時28分                                                                     | 2014年10月3日  |      |
| 熊本県       | 熊本放送     | TBS系列                       | 土曜 12時15分 - 12時45分                                                                     | 2014年10月18日 |      |
| 岐阜県       | 岐阜放送     | 独立局                        | 日曜 14時30分 - 15時00分                                                                     | 2014年11月30日 |      |

テレビ東京が運営する経済番組のインターネット向け有料会員制動画配信サービス「テレビ東京　ビジネスオンデマンド」では、毎週水曜日の11:00から、同局で放送済みの最新回の動画を配信。それ以前の放送回の動画も閲覧できる。

#### 過去の放送局
| 放送対象地域   | 放送局         | 系列           | 放送日時                 | 放送期間                     | 備考                                              |
| -------------- | -------------- | -------------- | ------------------------ | ---------------------------- | ------------------------------------------------- |
| 愛知県         | テレビ愛知     | テレビ東京系列 | 日曜 24時35分 - 25時05分 | 2014年4月20日 - 9月28日      |                                                   |
| 大阪府         | テレビ大阪     | テレビ東京系列 | 火曜 25時00分 - 25時30分 | 2014年4月22日 - 10月7日      |                                                   |
| 岡山県・香川県 | テレビせとうち | テレビ東京系列 | 木曜 26時15分 - 26時45分 | 2014年4月24日 - 10月9日      |                                                   |
| 北海道         | テレビ北海道   | テレビ東京系列 | 木曜 26時35分 - 27時05分 | 2014年4月24日 - 10月9日      |                                                   |
| 福岡県         | TVQ九州放送    | テレビ東京系列 | 木曜 26時00分 - 26時30分 | 2014年4月26日 - 10月9日      | 2014年6月までは、土曜 26時25分 - 26時55分だった。 |
| 滋賀県         | びわ湖放送     | 独立局         | 日曜 18時30分 - 18時57分 | 2014年5月4日 - 2015年9月20日 |                                                   |